# Dina Emam
Dina Emam é uma produtora de cinema egípcia-estado-unidense. Foi nomeada como uma dos 10 produtores a seguir pela revista Variety em 2018. Reside no Cairo e Nova Iorque.

## Biografia
Emam nasceu em Alexandria, Egito e foi criada em Brooklyn, Nova Iorque. Se graduou da Universidade de Columbia com uma mestria em produção criativa.

## Carreira profissional
Trabalhou em ViacomCBS Redes MTV, Nova Iorque, em investigação de mercado de televisão e gestão de produção.
Em 2018, produziu o filme Yomeddine, estreada no Festival de Cinema de Cannes, e vencedora do Prêmio François Chalais. Mais tarde, o filme converteu-se na seleção oficial do Egipto na categoria de Melhor Filme em Língua Estrangeira para os Prêmios da Academia 2019. Também participou na conferência de imprensa do Festival Internacional de Cinema El-Gouna (GIFF) 2018.
Desempenhou-se como diretora artística assistente na 36° edição do Festival Internacional de Cinema do Cairo e como moderadora no Festival de Cinema do Cairo 2019 sobre o tema "Heno vida após a coprodução?".

## Filmografia
| Ano  | Título     | Papel     | Notas         | Ref.          |
| ---- | ---------- | --------- | ------------- | ------------- |
| 2018 | Yomeddine  | Produtora |               |               |
| 2015 | I Say Dust | Produtora | Curtametragem | [ 11 ] [ 12 ] |